# 3051 Nantong
3051 Nantong је астероид главног астероидног појаса. Приближан пречник астероида је 13,4 ,
а средња удаљеност астероида од Сунца износи 2,593 астрономских јединица (АЈ).
Инклинација (нагиб) орбите у односу на раван еклиптике је 13,350 степени, а орбитални период износи 1525,618 дана (4,176 године). Ексцентрицитет орбите астероида износи 0,258.
Апсолутна магнитуда астероида износи 12,8 а геометријски албедо 0,075.
Астероид је откривен 19. децембра 1974. године.